# Liebfrauenbasilika (Tongern)

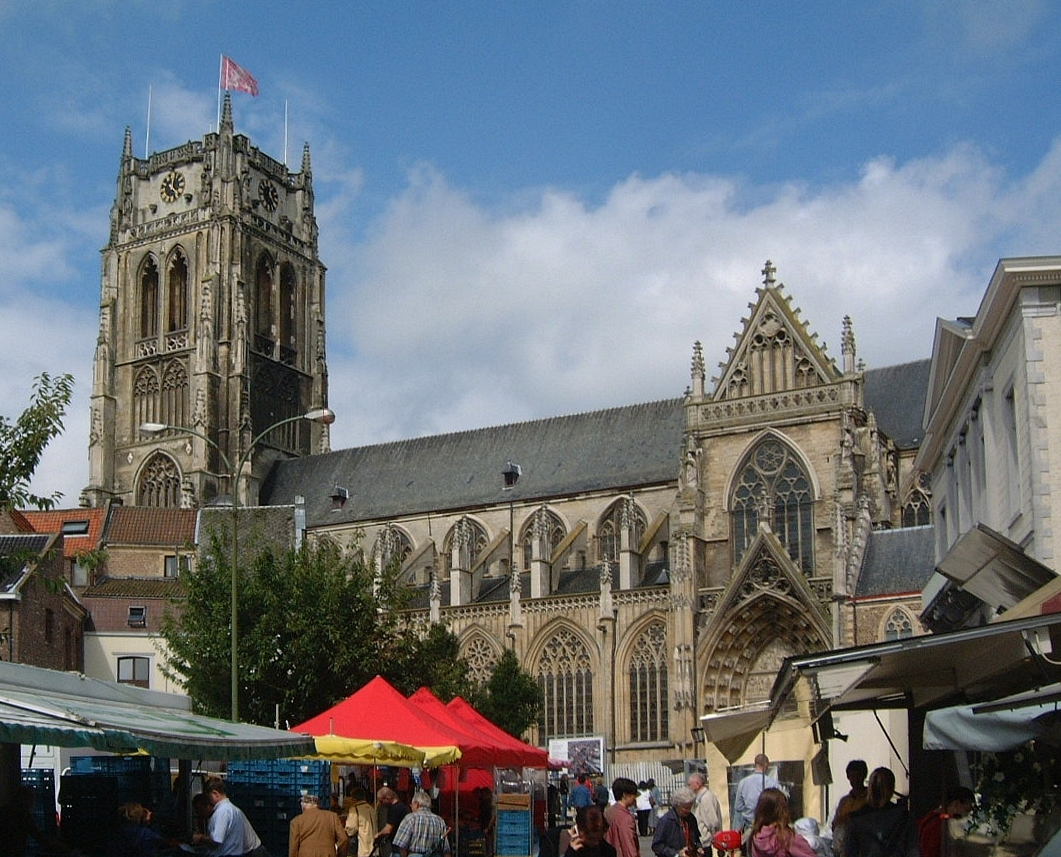
Die Liebfrauenbasilika von Süden

Die Liebfrauenbasilika, niederländisch Onze-Lieve-Vrouwebasiliek, ist eine römisch-katholische Pfarrkirche in Tongern in der belgischen Provinz Limburg. Die ehemalige Kollegiatstiftskirche, seit 1930 im Rang einer Basilica minor, gilt als eines der bedeutendsten gotischen Bauwerke Belgiens.

## Geschichte
Die Liebfrauenbasilika steht an der ältesten christlichen Gottesdienststätte der Stadt und der Region. Die heiligen Maternus und Servatius von Tongern gelten als die ersten Bischöfe des hier in römischer Zeit (Anfang des 4. Jahrhunderts) gegründeten Bistums, das im 6. Jahrhundert nach Maastricht und später nach Lüttich verlegt wurde. Für die merowingische Zeit fehlen historische Zeugnisse. Die Gründung des Kollegiatstifts und der Bau einer vorromanischen Kirche in karolingischer Zeit knüpften jedoch offenkundig an die in die Antike zurückreichende Ortskontinuität an.
In der ersten Hälfte des 13. Jahrhunderts wurde nach Abriss des Vorgängerbaus mit der Errichtung der groß angelegten gotischen Stifts- und Stadtkirche begonnen, die im 16. Jahrhundert in ihrer heutigen Gestalt vollendet war.

## Bauwerk
Die Liebfrauenkirche ist eine dreischiffige Basilika mit Querhaus. Das Langhaus umfasst sieben Joche, der Chor vier. Den Ostabschluss bildet eine polygonale Apsis, den westlichen der hohe belfriedartige Glockenturm, das Wahrzeichen von Tongern und seit 1999 Weltkulturerbe. Der Kreuzgang, der den Chor östlich umfängt, ist aus romanischer Zeit erhalten; er wurde nach 1200 erweitert, um Platz für den geplanten gotischen Chor zu gewinnen.

## Ausstattung
Die Liebfrauenbasilika enthält Werke von hohem kunstgeschichtlichem Wert. Als künstlerisch und religiös wichtigstes Stück gilt die Marienstatue Ursache unserer Freude, 1479 aus Nussbaumholz geschnitzt und jahrhundertelang als Gnadenbild verehrt. Seit 1890 wird sie bei einem jährlichen Patronats- und Wallfahrtsfest mit mehreren tausend Teilnehmern in Prozession durch die Stadt getragen.

## Orgeln
Die Hauptorgel wurde 2002 von der belgischen Manufacture d’Orgues Thomas nach dem Original von J. B. Picard (1752) erbaut. Das Instrument hat 49 Register auf vier Manualwerken und Pedal.
| I Grand Orgue C–g3 |        |
| Bourdon            | 16′    |
| Montre             | 8′     |
| Bourdon            | 8′     |
| Prestant           | 4′     |
| Flûte              | 4′     |
| Grosse Tierce      | 3 1⁄5′ |
| Nazart             | 2 ⁄3′  |
| Doublette          | 2′     |
| Quarte de Nazart   | 2′     |
| Tierce             | 1 3⁄5′ |
| Fourniture IV      |        |
| Cymbale IV         |        |
| Grand Cornet VI    |        |
| Sexquialtera II    |        |
| Bombarde           | 16′    |
| Trompette          | 8′     |
| Voix humaine       | 8′     |
| Clairon            | 4′     |

| II Positif C–g3 |        |
| Bourdon         | 8′     |
| Prestant        | 4′     |
| Flûte           | 4′     |
| Nazart          | 2 ⁄3′  |
| Doublette       | 2′     |
| Tierce          | 1 3⁄5′ |
| Larigot         | 1 ⁄3′  |
| Mixture IV      |        |
| Sexquialtera II |        |
| Cornet IV       |        |
| Trompette       | 8′     |
| Cromhorne       | 8′     |
| Rossignol       |        |
| Tambour         |        |

| III Récit C–g3 |    |
| Prestant       | 8′ |
| Bourdon        | 8′ |
| Cornet IV      |    |
| Trompette      | 8′ |

| III Echo C–g3 |    |
| Bourdon       | 8′ |
| Prestant      | 4′ |
| Doublette     | 2′ |
| Cymbale II    |    |
| Cornet II     |    |
| Cromhorne     | 8′ |

| Pedale C–f1   |     |
| Basse Ouverte | 16′ |
| Bourdon       | 16′ |
| Octave        | 8′  |
| Bourdon       | 8′  |
| Octave        | 4′  |
| Fourniture IV |     |
| Bombarde      | 16′ |
| Trompette     | 8′  |
| Clairon       | 4′  |

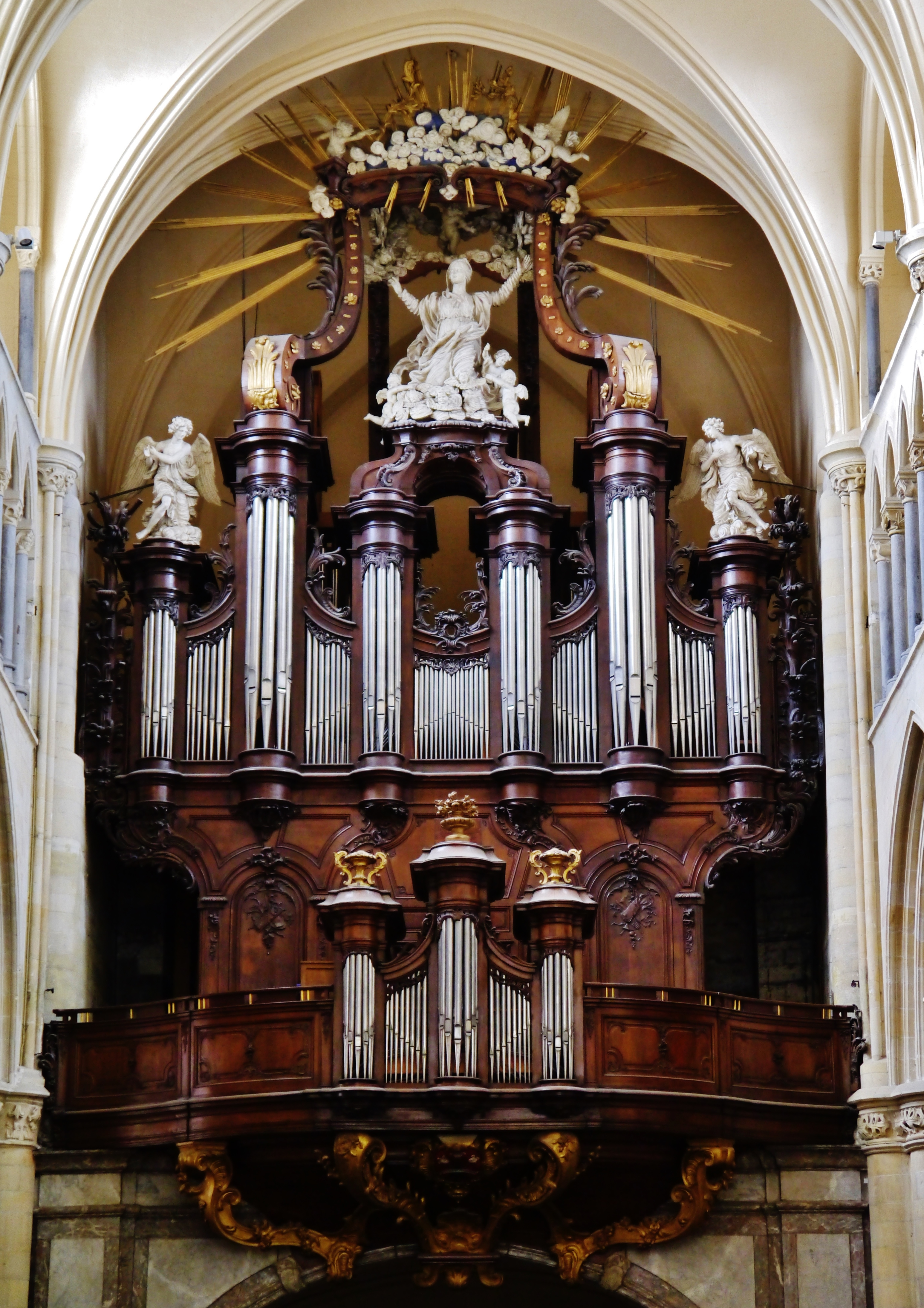
Die Hauptorgel

Die Chororgel

Im rechten Querschiff wurde 2014 eine Chororgel eingeweiht, die auf einem Eckbalkon aufgestellt ist. Sie wurde ebenfalls von der Orgelbaufirma Thomas erbaut. Das Instrument hat eine mechanische Spiel- und Registertraktur.  Die Disposition wurde von Luc Ponet entworfen.
| I Hauptwerk C–f3 |       |
| Principal        | 8′    |
| Rohrflöte        | 8′    |
| Octaaf           | 4′    |
| Spitzflöte       | 4′    |
| Nazat            | 2 ⁄3′ |
| Mixtuur IV       | 1 ⁄3′ |
| Cornet III       |       |
| Trompete         | 8′    |

| II Oberwerk C–f3               |    |
| Gedackt                        | 8′ |
| Quintadena (z. T. aus Gedackt) | 8′ |
| Principal                      | 4′ |
| Rohrflöte                      | 4′ |
| Oktave                         | 2′ |
| Waldflöte                      | 2′ |
| Sext-quialtera II              |    |
| Dulzian                        | 8′ |

| Pedal C–d1     |            |
| Sub Bass       | 16′        |
| Principal Bass | 8′         |
| Octaaf         | 4′         |
| Bazuin         | 16′        |
| Trompete       | 8′ (Tr. I) |

- Effektregister: Zimbelstern, Tremulant
- Koppeln: II/I, I/P, II/P

## Teseum (Museum)
Einige Bereiche der Kirche, wie etwa der Kreuzgang, sind nur über das Museum einsehbar. Das Museum beinhaltet vor allem die Schatzkammer der Kirche. Im Zuge der Sanierung des Kirchenbodens wurde umfangreiche Ausgrabungen vorgenommen, die seit September 2018 als Kellergeschoss für die Öffentlichkeit einsehbar sind. Der jüngste Teil der Ausstellung wird modern präsentiert mit einer multimedia-Aufbereitung durch iPod Touch und interaktiven lokalen Lautsprechern.

## Galerie

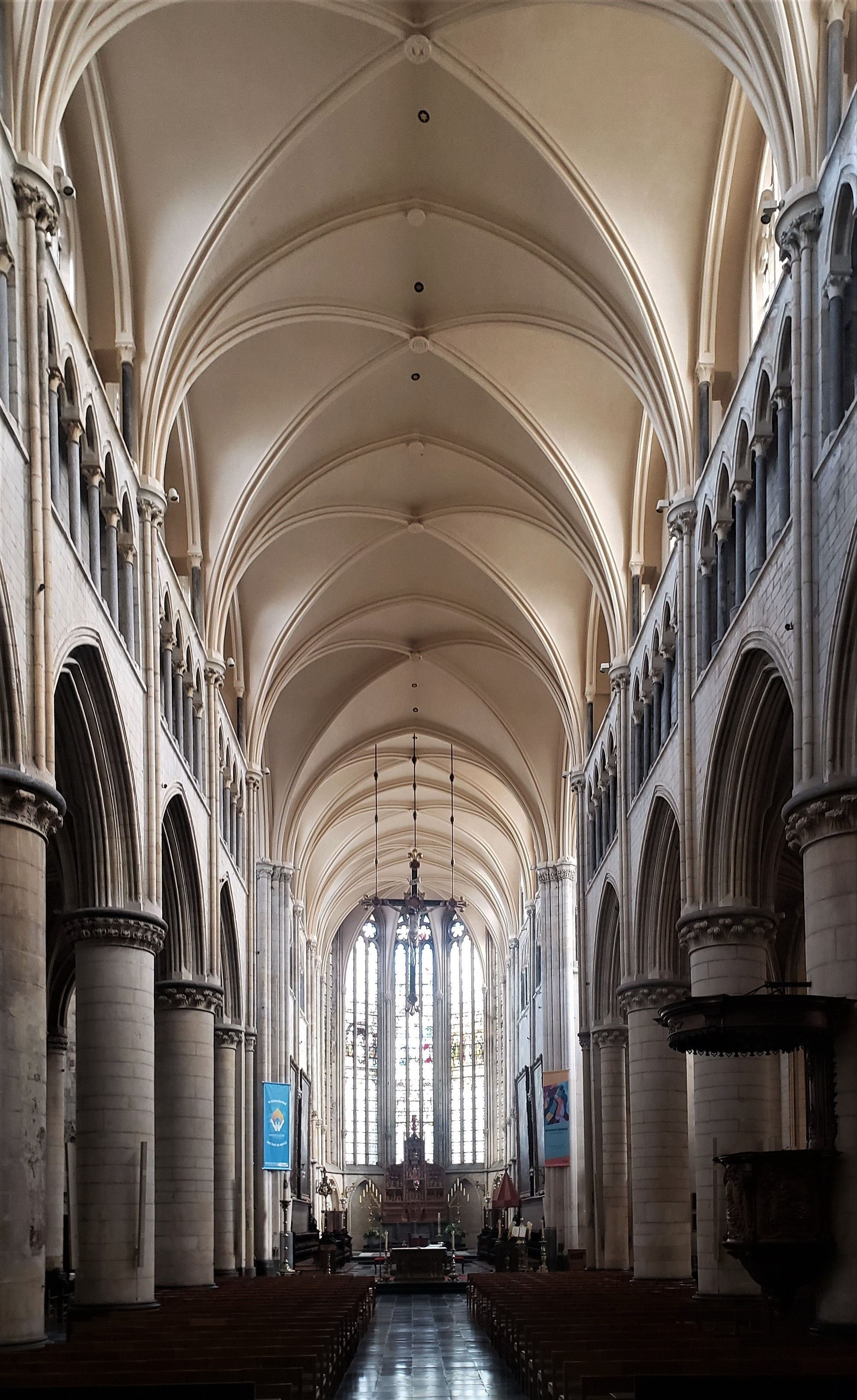
Langhaus und Chor
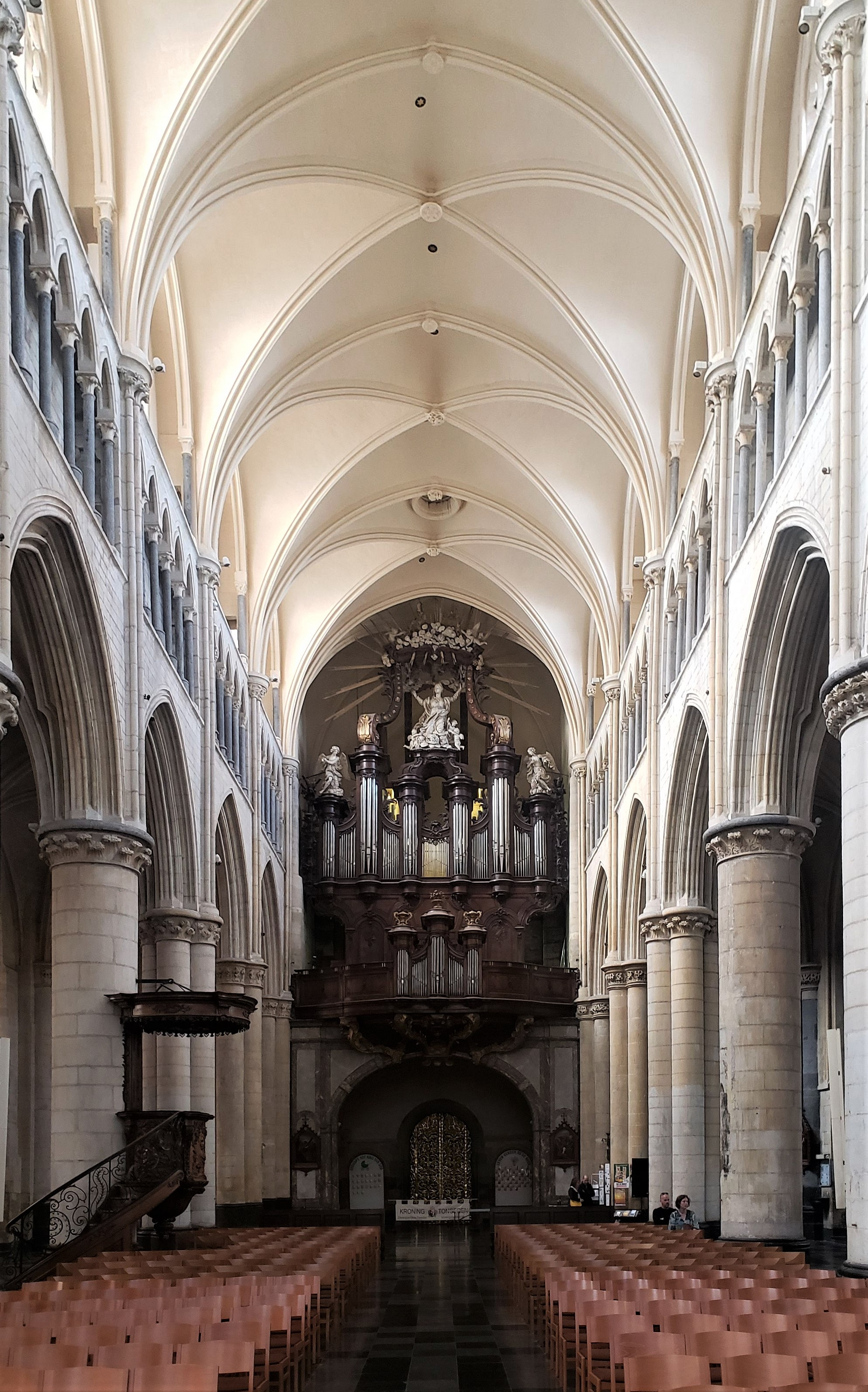
Blick Richtung Orgel
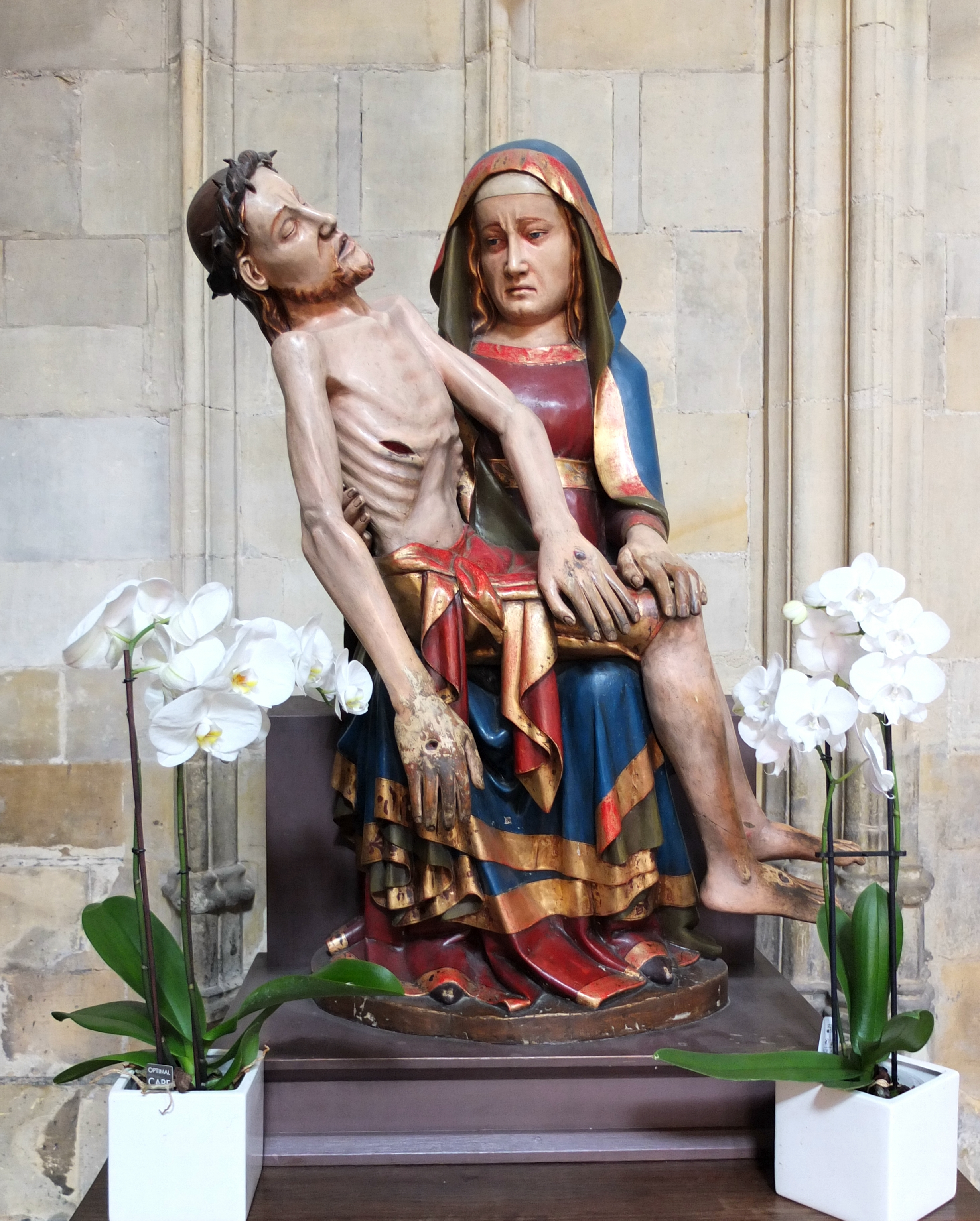
Pietà
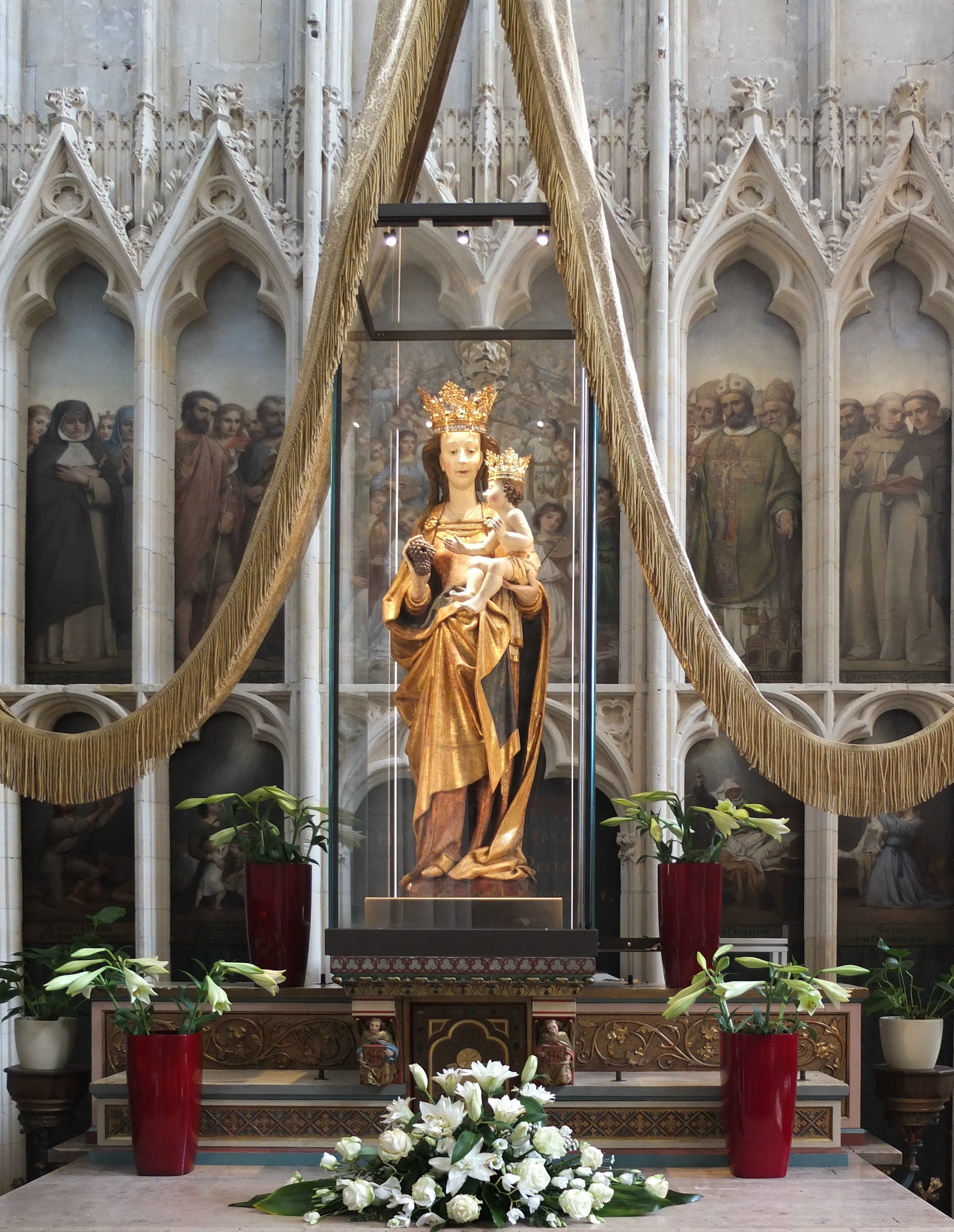
Statue der Maria „Ursache unserer Freude“
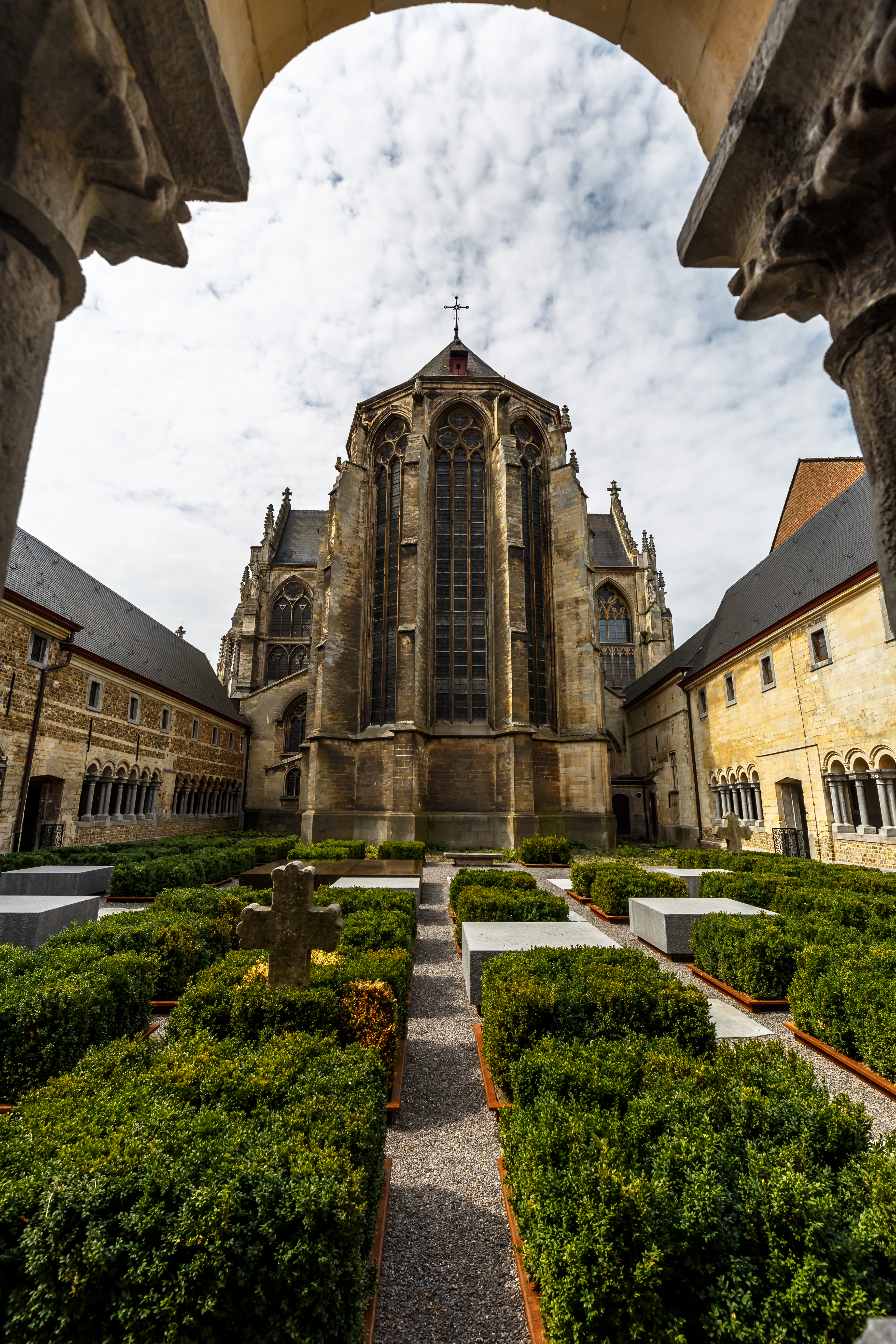
Blick vom Kreuzgang zum Chor